# Бак, Лотте
Лотте Бак (дат. Lotte Bak, род. 28 июня 1964) — датская профессиональная шоссейная велогонщица. Чемпионка Дании по маунтинбайку (1995).

## Карьера
Лотте Бак активно выступала с 1995 по 2001 год, представляя в течение своей карьеры команду Team Lolland — Falster.
Она участвовала в чемпионате Дании по шоссейному велоспорту, завоевав бронзовые медали в 1995 и 1996 годах, а также в 2001 году. Её самый значительный результат был достигнут в Хроно Шампенуа 1995 года, где она финишировала на втором месте.

## Достижения

### Шоссе
1993
6-я на Чемпионате Дании — групповая гонка
8-я на Чемпионате Дании — индивидуальная гонка
1995
2-я на Хроно Шампенуа
3-я на Чемпионате Дании — индивидуальная гонка
5-я на Чемпионате Дании — групповая гонка
30-я на Вуэльте Майорки
1996
3-я на Чемпионате Дании — индивидуальная гонка
4-я на Чемпионате Дании — групповая гонка
2000
6-я на Чемпионате Дании — групповая гонка
7-я на Чемпионате Дании — индивидуальная гонка
7-я на Туре Польши
2001
3-я на Чемпионате Дании — групповая гонка
3-я на Чемпионате Дании — индивидуальная гонка
14-я на 2-м этапе Эмакумин Бира

### Маунтинбайк
1995
 Чемпионат Дании — кросс-кантри